# Vlad Ivanov

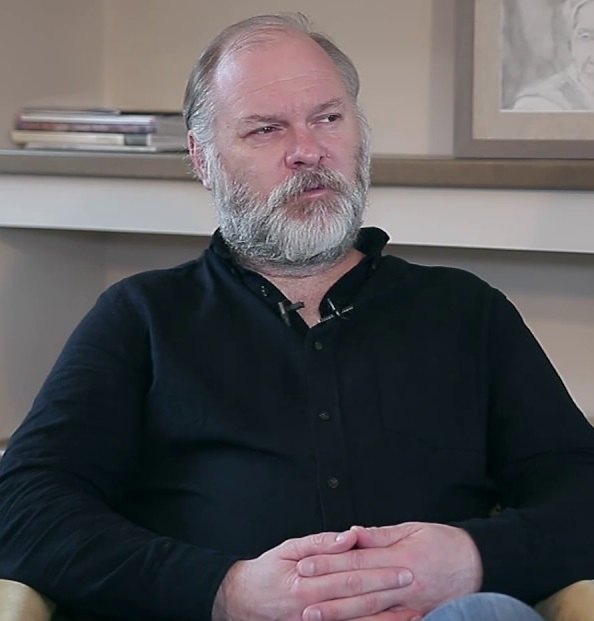
Vlad Ivanov (2017)

Vlad Ivanov (* 4. August 1969 in Botoșani) ist ein rumänischer Theater- und Filmschauspieler.
Vlad Ivanov gehört zur Volksgruppe der Lipowaner. Er absolvierte bis 1995 ein Schauspiel-Studium an der Nationaluniversität der Theater- und Filmkunst „Ion Luca Caragiale“ und ist seit dieser Zeit als Theater- und Filmschauspieler aktiv. Für die Rolle des Herrn Bebe im Drama 4 Monate, 3 Wochen und 2 Tage wurde er mit einem Los Angeles Film Critics Association Award als Bester Nebendarsteller geehrt. In Snowpiercer spielte er Franco, in Toni Erdmann war er als Ölindustrie-Chef Iliescu zu sehen. Insgesamt wirkte er bei knapp 50 Produktionen mit (Stand Frühjahr 2020).

## Filmografie (Auswahl)
- 2006: Second in Command
- 2007: 4 Monate, 3 Wochen und 2 Tage (4 luni, 3 săptămâni și 2 zile)
- 2009: Das Konzert (Le concert)
- 2010: Principii de viata
- 2010: Mein Glück (Счастье моё)
- 2011: Crematorio – Im Fegefeuer der Korruption (Crematorio, Fernsehserie, 8 Folgen)
- 2013: Mutter & Sohn (Poziția Copilului)
- 2013: Snowpiercer
- 2016: Bacalaureat
- 2016: Câini
- 2016: Toni Erdmann
- 2016: Dark Crimes
- 2017: Ana, mon amour
- 2018: Sunset
- 2019: La Gomera
- 2020: Servants (Služobníci)